# Šimon Stock

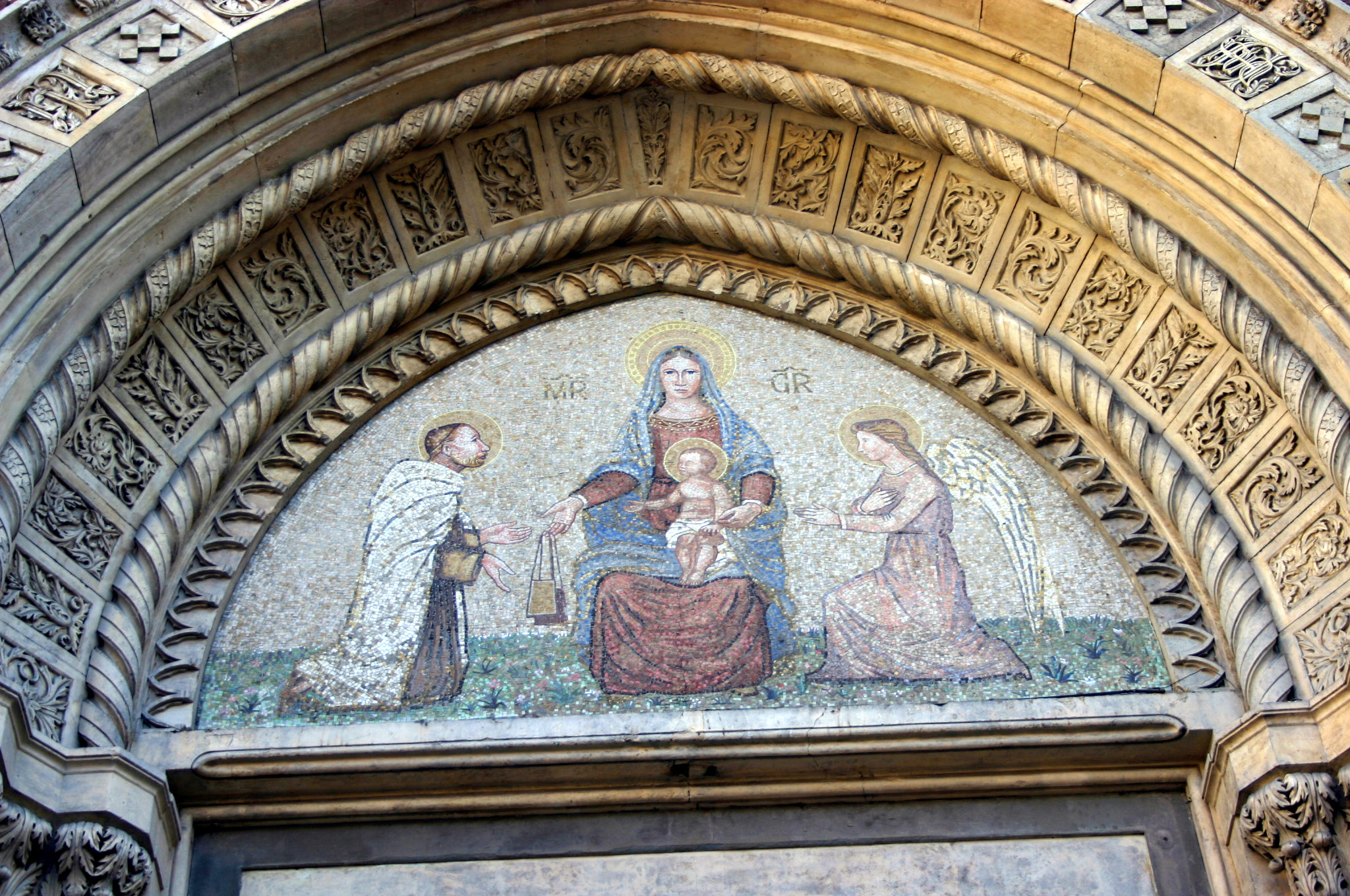
Panna Maria se svatým Šimonem a s andělem (mozaika z 19. stol.)

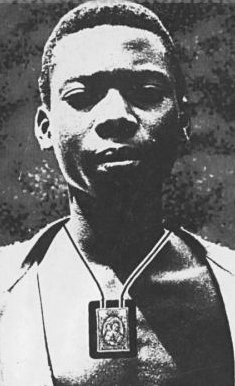
Blahoslavený Isidor Bakanja (1889–1909) s karmelitánským škapulířem na prsou

Simon Stock, v počeštěné podobě Šimon Stock (1164? Aylesford – 16. května 1265 Bordeaux), byl anglický poustevník, později generál řádu karmelitánů. Proslul zejména viděním, při němž mu Panna Maria předala hnědý škapulíř, jenž symbolizuje příslib spásy pro křesťana, který jej nosí. V římskokatolické církvi je uctíván jako světec, svátek má 16. května.

## Život
O jeho životních osudech je známo velmi málo spolehlivých údajů. Narodil se pravděpodobně v roce 1164 v obci Aylesford, která leží na jihovýchodě Anglie v hrabství Kent. Jeho otec byl hradním správcem. Když mu bylo dvanáct let, odešel po neshodách s bratrem do ústraní, stal se poustevníkem a učinil slib čistoty. Pobýval třicet let v dutině starého stromu a odtud snad pochází i jeho příjmení (Stock = pařez), které je však známo až z doby po jeho smrti.
Někdy po roce 1200 se připojil ke karmelitánům, které muslimové vyhnali ze Svaté země; rozhodli se proto přesídlit do Evropy a přišli i do Anglie. Zapůsobila na něj jejich mariánská úcta a přísná askeze. Žil potom v klášteře a studoval na Oxfordské univerzitě. Jako koadjutor (pomocník) generálního představeného cestoval v roce 1226 do Říma pro papežské potvrzení karmelitánského řádu. Pak vedl několik let přísný kající život v pohoří Karmel, ale muslimský nátlak ho přinutil k návratu do Evropy.
V roce 1245 se stal generálním představeným karmelitánského řádu a v této funkci se staral o rozšíření řádu v Anglii i v ostatní Evropě. Zmíněný úřad zastával až do své smrti, která ho zastihla 16. května 1265 na vizitační cestě v Bordeaux; tam byl též pochován. V roce 1951 se jeho ostatky dostaly do Aylesfordu.

## Vidění Panny Marie
Karmelitánský řád musel čelit muslimskému útlaku i pomluvám, které o něm šířili jeho nepřátelé. Šimon Stock s úzkostí pozoroval nebezpečí, které řádu hrozilo, a prosil Nejsvětější Pannu o pomoc. V noci z 15. na 16. červenec 1251 uviděl Pannu Marii v průvodu andělů. Podle svědectví Šimonova zpovědníka předala Panna Maria světci hnědý škapulíř s těmito slovy: „Milovaný synu, přijmi tento škapulíř tvého řádu jako znamení mého bratrství; je to znamení pro tebe a privilegium pro všechny děti z hory Karmel. Kdo v tomto šatu zemře, bude uchráněn věčného ohně. Hleď, je v něm znamení spásy, ochrana v nebezpečí a záruka pokoje a věčné smlouvy.“
Škapulířem se původně nazývala součást řeholního, hlavně mnišského oděvu. Je to pás látky, asi 40 cm široký s otvorem pro krk a hlavu, který splývá z ramen vpředu i vzadu. Tento velký škapulíř nosí někteří řeholníci (např. benediktini, karmelitáni, dominikáni a jiní) přes svůj svrchní šat. Malý škapulíř jsou dva malé, čtyřhranné, tkanicemi spojené kousky látky, které věřící z nábožnosti nosívají pod svým normálním oblekem na krku tak, že jedna část jim splývá na prsou a druhá na zádech. Jde vlastně velmi zmenšený škapulíř řeholní, který je určen pro laiky, nečleny řádu. Zhotoven má být z téže tkaniny, jako škapulířové roucho příslušné řehole; proto karmelitánský škapulíř je z hnědé vlněné látky. Na jednom kousku látky bývá obraz Matky Boží a na druhém obraz Nejsvětějšího Srdce Ježíšova. Věřící tento škapulíř přijímají při zvláštním zasvěcujícím obřadu z rukou kněze. Už Šimon Stock začal rozšiřovat škapulíř i mezi laiky.
Na počátku 14. století se Panna Maria zjevila papeži Janu XXII. a v tomto vidění přislíbila všem, kdo nosí karmelitánský škapulíř, další mimořádnou milost, totiž že je v první sobotu po jejich smrti osobně vyvede z očistce do ráje. Jan XXII. pak 3. března 1322 vydal bulu „Sacratissimo uti culmine“, v níž potvrdil tento příslib Matky Boží, který bývá označován jako „sobotní privilegium.“
Karmelitánský škapulíř nosila řada významných osobností: král Ludvík IX. Francouzský, jeho matka Blanka Kastilská, anglický král Eduard II., císař Fridrich III. Habsburský a mnoho jiných; od dětství ho nosil i Jan Pavel II.

## Úcta
Šimon Stock nebyl nikdy formálně kanonizován, v karmelitánském konventu v Bordeaux však byl již záhy po smrti uctíván jako světec a úcta k němu se rozšířila po celém řádu. Dvakrát  byl učiněn pokus o jeho svatořečení. Proces však trval vždy tak dlouho, že každý pokus vždy upadl v zapomnění.  Byl zapsán i do Římského martyrologia, oficiálního seznamu světců římskokatolické církve. Jeho kult byl povolen pro karmelitánský řád, pro Anglii, Irsko a pro Bordeaux. Svátek má 16. května.
Jeho atributem je škapulíř a často bývá znázorňován, jak ho přijímá od Panny Marie. Je patronem karmelitánského řádu a města Bordeaux.